# Troféu Louvemos o Senhor 2009
O Troféu Louvemos o Senhor 2009 é a primeira edição do prêmio de música católica popular Troféu Louvemos o Senhor. Tomou lugar nos estúdios da Rede Século 21, em Valinhos, São Paulo, no dia 13 de maio de 2009. O grande vencedor da cerimônia foi o grupo Rosa de Saron, vencedor de três estatuetas.

## Indicados e Vencedores
Os vencedores estão em negrito
| Cat. nº | Categoria               | Indicados/Vencedor |
| ------- | ----------------------- | --- |
| 1       | Música do Ano           | - "Fogo Abrasador" (Ana Gabriela/Comunidade Católica Shalom — Álbum: Ressuscitou) - "Hoje Livre Sou" (Adoração e Vida — Álbum: Hoje Livre Sou Ao Vivo) - "Humano Demais" (Pe. Fábio de Melo — Álbum: Grandes Momentos) - "Noites Traiçoeiras" (Pe. Marcelo Rossi — Álbum: Paz Sim, Violência Não) - "Rara Calma" (Rosa de Saron — Álbum: Acústico e ao Vivo) |
| 2       | Música para Santa Missa | - "Abre-Te, ó Céu!" (Irmã Míria T. Kolling, ICM — Álbum: Abre-Te, ó Céu!) - "Glória a Deus nas Alturas" (Cristiano Pinheiro/Débora Morais/Fernando Martins/Leozany Oliveira/Nicodemos Costa/Wilde Fábio (Comunidade Católica Shalom) — Álbum: Ressuscitou) - "Kyrie Eleison" (Nicodemos Costa (Comunidade Católica Shalom) — Álbum: Ressuscitou) - "Ressuscitou" (Cristiano Pinheiro/Fernando Martins/Leozany Oliveira/Nicodemos Costa/Wilde Fábio (Comunidade Católica Shalom) — Álbum: Ressuscitou) - "Tu Nos Atraístes" (Cristiano Pinheiro/Fernando Martins/Leonardo Biondo/Leozany Oliveira/Nicodemos Costa/Wilde Fábio (Comunidade Católica Shalom) — Álbum: Ressuscitou) |
| 3       | Cantor                  | - Davidson Silva (Comunidade Católica Shalom — Álbum: Ressuscitou, canção "Nosso Hino de Amor") - Guilherme de Sá (Rosa de Saron — Álbum: Acústico e ao Vivo) - Ítalo Villar (Álbum: Deus Sonha com Você) - Pe. Fábio de Melo (Álbum: Vida) - Pe. Zezinho (Álbum: Discípulos e Missionários) |
| 4       | Cantora                 | - Adriana Arydes (Álbum: Adriana ao Vivo) - Jake (Álbum: Guerreira do Amor) - Leozany Oliveira (Comunidade Católica Shalom — Álbum: Ressuscitou) - Mariani (Álbum: A Vitória Alcançarás) |
| 5       | Banda                   | - Adoração e Vida (Álbum: Hoje Livre Sou Ao Vivo) - Louvor e Glória (Álbum: Marcas da Vitória) - Rosa de Saron (Álbum: Acústico e ao Vivo) - Sagrada Face (Álbum: Passos Certos) - Iahweh (Álbum: Neblim) |
| 6       | Intérprete Feminina     | - Fátima (Adoração e Vida — Álbum: Hoje Livre Sou Ao Vivo, canção "Adoração e Vida") - Ir. Míria T. Kolling, ICM (Álbum: Abre-Te, ó Céu!, canção "Abre-Te, ó Céu") - Leozany Oliveira (Comunidade Católica Shalom — Álbum: Ressuscitou, canção "Belíssimo Esposo") - Mariani Carrili (Álbum: A Vitória Alcançarás, canção "Apaixonada por Jesus") - Suely Façanha (Comunidade Católica Shalom — Álbum: Ressuscitou, canção "Que a Paz Esteja em Ti") |
| 7       | Intérprete Masculino    | - Cristiano Pinheiro (Comunidade Católica Shalom — Álbum: Ressuscitou, canção "Teu Aberto Coração") - Dalvimar Gallo (Álbum: Rezando com um Anjo, canção "Sacramento da Comunhão") - Guilherme de Sá (Rosa de Saron — Álbum: Acústico e ao Vivo, canção "Rara Calma") - Pe. Fábio de Melo (Álbum: Vida — canção "Graças, Pai") - Rodrigo (Louvor e Glória — Álbum: Marcas da Vitória, canção "Celebrai") |
| 8       | Revelação Feminina      | - Gislaine Antonelli (Álbum: Plano de Amor) - Mariani (Álbum: A Vitória Alcançarás) - Marília Melo (Álbum: Novo Caminho) |
| 9       | Revelação Masculina     | - Dalvimar Gallo (Álbum: Rezando com um Anjo) - Júlio César (Iahweh — Álbum: Neblim) - Pe. Fábio de Melo (Álbum: Vida) - Wilson Rocha (Álbum: Wilson Rocha) |
| 10      | Destaque 2008           | - Adoração e Vida (Álbum: Hoje Livre Sou ao Vivo) - Adriana Arydes (Álbum: Adriana ao Vivo) - Ítalo Villar (Álbum: Deus Sonha com Você) - Louvor e Glória (Álbum: Marcas da Vitória) - Pe. Fábio de Melo (Álbuns: Grandes Momentos e Vida) - Rosa de Saron (Álbum: Acústico e ao Vivo) |
| 11      | Álbum Alternativo       | - Cristucada (Cristucada) - Uai Sô (Tribo Maranata) |
| 12      | Álbum Rock              | - Guerreiro da Paz (Santa Fé) - Neblim (Iahweh) - Tears from the Sky (Heavenly Kingdom) |
| 13      | Álbum Pop               | - A Vitória Alcançarás (Mariani) - Hoje Livre Sou Ao Vivo (Adoração e Vida) - Marcas de Vitória (Louvor e Glória) - Passos Certos (Sagrada Face) - Pipocando a Alegria (Cosme) |
| 14      | CD Independente         | - Barquinho de Papel (Novo Milênio) - Consagração (Pe. João Carlos) - Creio no Deus do Impossível (Pe. Reginaldo Manzotti) - O Milagre (Vera Lúcia) - Plano de Amor (Gislaine Antonelli) - Salmos 3 (Adrielle Lopes) |
| 15      | Compositor              | - Pe. Fábio de Melo (Álbum: Vida) - Ir. Míria T. Kolling, ICM (Álbum: Abre-Te, ó Céu!) - Ítalo Villar (Álbum: Deus Sonha com Você) - Walmir Alencar (Adoração e Vida — Álbum: Hoje Livre Sou Ao Vivo) |
| 16      | Grupo Vocal             | - Cantores de Deus (Álbum: Nossa História) - Monges Beneditinos do Mosteiro da Ressurreição (Álbum: Mais que os Querubins) |
| 17      | Coletânea               | - Canções para o Círio (Vários intérpretes) - Grandes Momentos (Vida Reluz) - Paz Sim, Violência Não - Vol. 1 (Pe. Marcelo Rossi) - Rezando com um Anjo (Dalvimar Gallo) - Acústico e ao Vivo (Rosa de Saron) |
| 18      | Conjunto da Obra        | - Pe. Zezinho |